# Graphis aperiens
Graphis aperiens är en lavart som beskrevs av Müll. Arg. Graphis aperiens ingår i släktet Graphis och familjen Graphidaceae.   Inga underarter finns listade i Catalogue of Life.